# الذبابة البيضاء (فلم)
الذبابة البيضاء فيلم مغربي من إخراج المخرج المغربي حسن غنجة سنة 2003، شارك فيه نخبة من الممثلين المغاربة أمثال رشيد الوالي، محمد عفيفي، سعد التسولي، عبد الغني الصناك، محمد نظيف، عبد العظيم الشناوي، لطيفة أحرار، نسرين عاشور، المهدي الوزاني.
تم تصوير الفيلم في مدينة طنجة شمال المغرب. 
الفيلم يعرض لمشاكل الهجرة السرية وتهريب المخدرات والقتل.

## أبطال العمل
- رشيد الوالي
- محمد عفيفي
- سعد التسولي
- عبد الغني الصناك
- محمد نظيف
- نسرين عاشور
- المهدي الوزاني